# Vuk Branković
Vuk Branković (en serbio cirílico: Вук Бранковић, muerto el 6 de octubre de 1397) fue un noble medieval serbio, knez (príncipe) de Raška-Kosovo, que reinó desde su capital Pristina hasta Prizren al oeste y Skopje al sur de los Balcanes durante el siglo XIV. Pertenecía a la dinastía Branković.
La familia Branković era muy poderosa, y en ella se encontraban antepasados que habían ocupado el trono de Serbia. El mismo Vuk contrajo matrimonio con Mara, la hija mayor de la princesa Milica Nemanjić y el príncipe Lazar, soberano de los serbios del sur tras el final de la dinastía Nemanjić. Vuk también tenía el cargo de general en el ejército del príncipe Lazar.

La zona central de los Balcanes entre el 1373 y el 1395. Se aprecia la extensión aproximada de los dominios de Vuk Branković.

La tradición popular tiene a Vuk como un traidor. Supuestamente, Vuk manchó el nombre de su familia cuando traicionó al príncipe Lazar en la Batalla de Kosovo, a la que sobrevivió en 1389. Sin embargo, esto no se considera históricamente cierto.
En 1396, Branković se unió a los cruzados en la Batalla de Nicópolis contra los turcos. Después de esto, el sultán Beyazid I otorgó a Stefan Lazarević la mayor parte de las tierras de Vuk Branković en Kosovo. Vuk murió al año siguiente en un calabozo turco.
Después de su muerte, su hijo Đurađ, príncipe de Kosovo, reclamó el trono de Serbia, enfrentándose al príncipe Stefan Lazarević que era su primo e hijo del príncipe Lazar. Hicieron la paz y lucharon exitosamente contra los turcos en 1413. Đurađ se convirtió en príncipe de todas las tierras de Serbia y fue oficialmente reconocido como tal en 1429, después de la repentina muerte de su primo Stefan Lazarević en 1427.